# 檜垣裕志
檜垣 裕志（ひがき ゆうし、1970年 - ）は、日本の元プロサッカー選手、サッカー指導者である。
石川県出身で、ブラジルでプロ契約を結んだ日本人選手として2人目となった。
2024年8月現在、明光サッカースクールでサッカー指導を行っている。

## 経歴

### サッカー留学とブラジルでのキャリア
1990年に高等学校を卒業後、ブラジルにサッカー留学。サッカーを始めたのが17歳と遅く、ブラジル渡航当時はリフティングもまともにできなかったという。ブラジル一部リーグのクラブ、ポルトゲーザのジュニオールチームに練習生として参加したが、当初は技術の拙い檜垣は他の選手から見下され、その打開策を相談したコーチから「テニスボールによるリフティング」を指示されてやり遂げた。また、日本では両方の足を均等に使えるよう教えられたが、それとは異なるブラジルの指導法を見て、自身も利き足の精度を高めることに集中した。
1993年、ポルトゲーザとプロ契約を結び、ブラジル一部リーグでプレーした日本人選手として2人目となった。
1995年、ポルトゲーザでサンパウロ州選手権大会準優勝を果たした後、1996年にはSEマツバラに移籍。
1996年には鳥栖フューチャーズへの入団が内定していたが、チーム解散のため実現しなかった。
その後、1998年にはジュベントスに移籍。

### 引退後の活動
引退後、FIFAおよびCBF公認のコーチライセンスを取得し、サッカー指導者としての道を歩む。日本国内で若手選手の育成に携わっており、明光サッカースクールで指導を行っている。
2024年には、俳優の永山瑛太が自身のInstagramで檜垣とサッカーの練習をしたことを紹介した。

## プレーの特徴
檜垣は特に右足でのボールコントロールや的確なパス、スピードに優れていた。ブラジルでのキャリアにおいて、「和製ロマーリオ」として知られたが、この評価は主に現地メディアによるものである。